# Mecidiye (Bozkurt)
Mecidiye ist ein Dorf im Landkreis Bozkurt der türkischen Provinz Denizli.
Mecidiye liegt etwa 66 Kilometer nordöstlich der Provinzhauptstadt Denizli und 19 Kilometer nordöstlich von Bozkurt. Mecidiye hatte laut der letzten Volkszählung 84 Einwohner (Stand Ende Dezember 2010).